# Rhett Forrester
Rhett Forrester (Tucker, Georgia, Estados Unidos, 22 de septiembre de 1956-Atlanta, Georgia, Estados Unidos, 22 de enero de 1994) fue un cantante, compositor y músico estadounidense, conocido por haber sido el vocalista de la banda de heavy metal Riot.

## Biografía

### Carrera musical

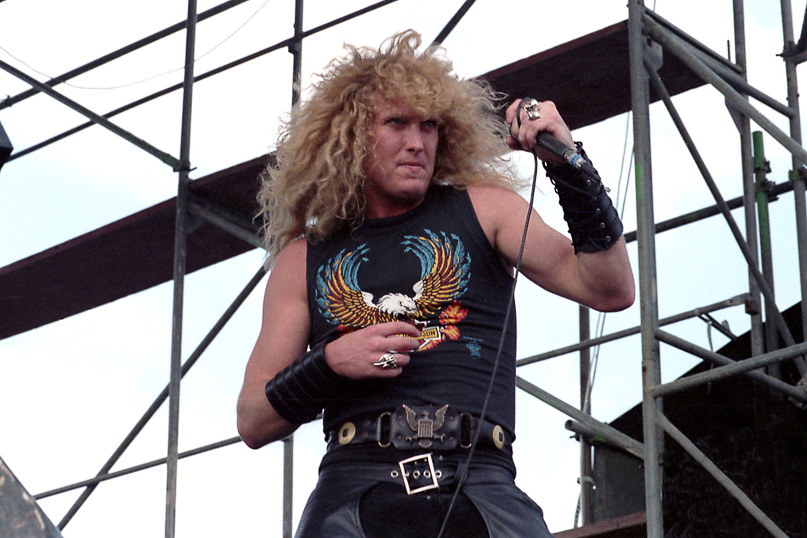
Rhett Forrester (1984).

En el año de 1982, Forrester entró a Riot en sustitución de Guy Speranza.  Con esta agrupación, Rhett grabó los álbumes de estudio Restless Breed y Born in America de 1982 y 1983, así como un EP en vivo llamado Riot Live. Tiempo más tarde Riot se desbandó, incluido Forrester.
Poco después de salir de Riot, Forrester participó con el guitarrista Jack Starr en la grabación del álbum Out of the Darkness, publicado en 1984.
Forrester lanzó dos materiales discográficos como solista: Gone with the Wind y Even the Score lanzados en 1984 y 1988 respectivamente.
Además de sus producciones en solitario, Forrester tocó con los grupos Thrasher, Dogbone, Masi y Black Symphony, grabando incluso algunos demos, sin embargo, pocas de esas maquetas fueron publicadas.

### Muerte
El 22 de enero de 1994, Rhett fue víctima de un intento de robo de auto.  Forrester, al rehusarse y poner resistencia a dicho asalto, recibió un impacto de bala en el corazón. Herido, logró conducir unos metros hasta ver un vehículo de la policía, incluso logró mencionarles a los oficiales «he recibido un disparo», colapsando y muriendo en ese instante. Tenía 37 años.
En 1996, fue lanzado el compilatorio Hell of High Water, como tributo a Forrester. En ese mismo año Rhett fue inducido al Hard Rock Cafe de Atlanta, Georgia, EE. UU.

## Discografía

### Con Riot
- 1982: Restless Breed
- 1982: Riot Live
- 1983: Born in AMerica

### Con Jack Starr
- 1984: Out of the Darkness

### Como solista
- 1984: Gone with the Wind
- 1988: Even the Score
- 1996: Hell or High Water (recopilatorio)

### Con Black Symphony
- 1992: The Black Symphony (maqueta)

### Con Dogbone
- 1996: Dogbone